# 源証寺
源証寺（げんしょうじ）は、東京都足立区にある浄土宗系の単立寺院。

## 概要
1532年（天文元年）、十蓮社念誉一向源證上人によって開山された。
境内には、江戸時代中期に建立された太子堂がある。太子堂の天井は格天井になっており、その一つ一つに絵が描かれている。聖徳太子を祀る太子堂は足立区内唯一であり、足立区の文化財に登録されている。
当寺では、太子講が組織されており、年に数回聖徳太子を祀る仏事を行っている。

## 交通アクセス
- 東京都交通局日暮里・舎人ライナー舎人駅より徒歩9分（経路案内）。

## 事件
2023年7月に、同寺の当時70歳の住職が、地下の納骨堂に28個の練炭が置かれているのを発見。住職は発見後意識を失い、一酸化炭素中毒で死亡した。警視庁は捜査の結果、同寺の霊園等を管理する会社の社長ら2人が関与したとして、同年10月7日に殺人容疑などで逮捕した。敷地内の焼却炉には、ガソリン入りのペットボトルも仕掛けられていて、練炭以外の手段での殺害も企てていたと見ている。